# Казык
Казык — река в Новосибирской области России. Устье реки находится в 670 км по левому берегу реки Омь. Длина реки составляет 17 км.

## Данные водного реестра
По данным государственного водного реестра России относится к Иртышскому бассейновому округу, водохозяйственный участок реки — Омь, речной подбассейн реки — Омь. Речной бассейн реки — Иртыш.